# 金斗燮
金 斗燮（キム・ドゥソプ、朝鮮語: 김두섭、1930年3月13日 - 2024年7月9日または7月10日）は、大韓民国の政治家。第14代韓国国会議員。
本貫は金海金氏。号は八顛九起（パルジョングギ、팔전구기）。キリスト教徒。

## 経歴
日本統治時代の京畿道金浦郡出身。金浦初等学校（32回生）、儆新高等学校、建国大学校政治外交学科卒、ソウル神学大学校大学院修了、京畿大学校統一安保大学統一課程卒、ピューリタン州立大学最高管理者課程修了、陸軍憲兵学校10期卒。1954年に鄭濬国会議員の秘書官を務めて政界入りし、新政治国民会議金浦市地区党委員長、民主自由党金浦市地区党委員長、ハナロ国民連合金浦市地区党委員長、統一国民党金浦・江華地区党委員長、肢体障害者金浦市協会顧問、金浦セマウム敬老大学学長、民主国民党中央常任委員、平和統一諮問会議委員、第14代国会農産委員・教育委員、トゥッコビ山岳会会長などを務めた。
2024年7月9日に死去。享年94。

## エピソード
1960年の第5代総選挙から2012年の第19代総選挙まで、金浦郡・市を含む選挙区から計14回出馬したが、13回も落選し、9回目の出馬となる1992年の第14代総選挙のみ106票差で当選した。これにちなんだ「八転九起」は当時の政治圏の話題にもなった。1993年、韓国ギネス協会は「韓国における総選挙出馬回数の最多記録」と認定したが、その後も記録の更新を続けた。
1960年の第5代総選挙では元上司の鄭濬に敗れて落選した。
2016年の第20代総選挙では事情により候補者として登録できなかった。2020年の第21代総選挙にも出馬の意欲を示した。
政治活動以外は金浦やソウル市内で太極旗とプンオパンの露店販売を行い、大韓民国国旗広報中央会京畿道支部長・常任顧問も務めた。2013年4月、太極旗普及のため、三輪オートバイで金浦市陽村邑を訪れたところ、橋脚と接触したため、バイクが転倒し水路に落ちた。30分ほど水に浸かったが、付近の村民に救出され病院に搬送された。